# Luz Marina Geerman
Luz Marina Geerman (27 februari 1984) is een atleet uit Aruba.
Op de Olympische Zomerspelen van Sydney in 2000 nam Geerman voor Aruba deel aan de 100 meter sprint.
- World Athletics: 14272545